# Koh Kong (ilha)
Koh Kong (em quemer:  កោះកុង; Kaôh Kŏng Krau) é uma ilha do Camboja. Situa-se a 22 km a sul da cidade com o mesmo nome, e integra a província de Koh Kong, no oeste do país.
É a maior ilha do Camboja, com 22 km de comprimento por 6 km de largura. Tem uma só localidade, chamada  Alatang, na parte sudeste da ilha. O lado ocidental tem prais tropicais, a maioria com as suas próprias lagoas de água doce natural, que chega vinda das montanhas.